# Fun Home (musical)
Fun Home é um musical criado por Lisa Kron e Jeanine Tesori baseado na história em quadrinhos homônima da cartunista americana Alison Bechdel. A trama gira em torno de Alison e narra importantes períodos da sua vida, desde a infância até sua autodescoberta como lésbica, o início de sua vida adulta e a complexa relação com seu pai gay. O musical trata de temas como homossexualidade, aceitação e descobertas pessoais. É o primeiro musical da Broadway a apresentar uma protagonista lésbica. Foi vencedor de 5 Tony Awards incluindo o prêmio de Melhor Musical de 2015.
Teve sua estreia Off-Broadway no Public Theater em Setembro de 2013 e recebeu críticas positivas tendo sua temporada estendida várias vezes até Janeiro de 2014. A produção da Broadway começou suas prévias em 27 de Março de 2015 no Circle in the Square Theatre e sua estreia foi no dia 19 de Abril de 2015.